# Historia de un abrigo de mink
Historia de un abrigo de mink es una película episódica mexicana de 1955, dirigida por Emilio Gómez Muriel y protagonizada por Columba Domínguez, Irasema Dilián, María Elena Marqués y Silvia Pinal. 

## Argumento
Camila (Irasema Dilián), Margot (Silvia Pinal), Dora (Columba Domínguez) y Rosa (María Elena Marqués), son cuatro mujeres afectadas por una prenda de vestir.  Las mujeres no tienen nada que ver entre ellas, y su único punto en común es un caro abrigo de mink que vende un enigmático personaje: el peletero Rosenbloom (Eduardo Alcaraz).
Camila es una científica dedicada a su carrera. Eduardo (Carlos Navarro), es un libertino, que en complicidad con los padres de ella, le da el abrigo para despertar su femineidad. Ella reacciona, pero no por el abrigo, que devuelve para comprar un tráiler para su luna de miel.
Dora es una mujer de vida alegre con pose transitoria de divorciada digna, dispuesta a entregarse a Esteban (José María Linares Rivas), el hombre que la corteja. Se antoja del mink y va al apartamento de él cubierta tan solo por el abrigo para que se lo compre. Lo obtiene pagando el precio lógico por el obsequio, pero no se casa con ella como había sido su intención antes de la llegada. Al cabo de un año, otro va a venderlo de parte de ella.
Rosa y su esposo Manolo (Miguel Torruco), son un matrimonio sin ilusiones que encuentra compensación sentimental a través de unas relaciones epistolares que ambos inician con un seudónimo en una revista cursi. Deciden conocerse. Para acallar la conciencia, el marido regala a la esposa un mink. Al acudir a la cita encuentran que el respectivo corresponsal es el propio cónyuge. Se reconcilian y ella devuelve el abrigo para comprar los muebles del bebé que esperan.
Finalmente, Margot es una mujer que siempre ha suspirado por el abrigo. Va a su casa a buscar el dinero varios años ahorrados y encuentra que su padre lo ha invertido en cohetes. Estallan estos y queman el abrigo. Ella queda trabajando como modelo para el peletero para pagarlo.

## Reparto
- Irasema Dilián ... Camila
- Columba Domínguez ... Dora
- María Elena Marqués ... Rosa
- Silvia Pinal ... Margot / Margarita
- Eduardo Alcaraz ... Rosenbloom
- Carlos Navarro ... Eduardo
- José María Linares Rivas... Esteban
- Miguel Torruco Castellanos ... Manolo
- Armando Silvestre ... Alfonso / Julio
- Fanny Schiller ... Sofía
- Óscar Ortíz de Pinedo ... Fernando
- Delia Magaña ... Remedios
- Alicia Montoya ... Criada de Dora

## Comentarios
La película es una cinta episódica de un modo propuesto por el cineasta francés Julien Duvivier en Tales of Manhattan (1942).